# Никола Образописов
Никола Иванов Образописов – български художник, иконописец от Самоковска художествена школа е роден през 1828 г. Син е на Йован Иконописец, от когото усвоява православната иконописна традиция, както е запазена в Света гора.
Никола Образописов съживява живописта, като обръща поглед към народния бит и българския пейзаж и се опитва да ги внесе в църковните изображения. Тази апокрифна живопис има голям успех, защото е общодостъпна и ясните ѝ форми допадат на народа. Той е един от най-значителните живописци от времето на духовното възраждане на България. Неговата интересна личност на пламенен възрожденец и живописец с оригинално дарование се откроява ярко на фона на една бурна и славна епоха от историята на българския народ.
Образописов е майстор-техник. Прави икони и стенописи в Западна България, Одринско, Поморавието, Македония и Босна.
Иконописи и стенописи на Н. Образописов:
- В 1872 г. рисува икони за църквата „Света Петка – Параскева“ в Росомач, Вѝсок.
- През 1873 г. изписва пиротската църква „Успение на света Богородица“.
- Работи в Рилския манастир и в околните параклиси. В притвора на църквата на Рилския манастир изписва Страшния съд и мъките на грешниците.
- Изписва църквата на метоха при Орлица и параклиса „Св. Лука“ при постницата.
- Негови стенописи и икони има в Бельова църква.
- Има стенописи и икони в Лозенския манастир „Свети Спас“ и др.

Образописов гравира щампи, а също така твори и светска живопис. Оставя портрети, автопортрети и битови картини, по известните от които са:
- „Селско хоро от Самоковска околия“,
- „Пренасяне мощите на св. Иван Рилски от Търново до Рилския манастир“,
- „Вражалицата“.

Умира на 17 януари 1915 г.

## Памет
На Никола Образописов е наречена улица в квартал „Южен парк“ в София (Карта).